# Messier 105
Messier 105 hoặc M105, còn được gọi là NGC 3379, là một thiên hà hình elip cách xa chúng ta 36,6  triệu năm ánh sáng trong chòm sao xích đạo Sư Tử. Nó được Pierre Méchain phát hiện vào ngày 24 tháng 3 năm 1781, chỉ vài ngày sau khi ông phát hiện ra các thiên hà gần đó Messier 95 và Messier 96. Thiên hà này là một trong số nhiều thiên hà ban đầu không có trong Danh mục Messier ban đầu do Charles Messier biên soạn. Messier 105 chỉ được đưa vào danh mục khi Helen S. Hogg tìm thấy một bức thư của Méchain mô tả Messier 105 và khi đối tượng được mô tả bởi Méchain được xác định là một thiên hà có tên NGC 3379.
Thiên hà này có phân loại hình thái E1, chỉ ra nó là một thiên hà hình elip tiêu chuẩn với độ phẳng 10%. Trục chính được căn dọc theo một vị trí góc 71 °. Isophote của thiên hà là các hình elip gần như hoàn hảo, có độ xoắn không quá 5°, với sự thay đổi về độ elip không quá 0,06. Không có cấu trúc tốt rõ ràng trong các isophotes, chẳng hạn như gợn sóng. Quan sát các ngôi sao khổng lồ trong quầng sáng cho thấy có hai quần thể chung: một quần thể giàu kim loại chiếm ưu thế và một nhóm nghèo kim loại yếu hơn.
Messier 105 được biết là có một lỗ đen siêu lớn ở lõi của nó với khối lượng được ước tính nằm trong khoảng 14×108 đến 2×108 khối lượng Mặt Trời. Thiên hà có một yếu nhân thiên hà hoạt động kiểu LINER với lớp quang phổ mức L2 / T2, nghĩa là không có dòng Hα rộng và tỷ lệ  vạch quang phổ nằm giữa mức vạch của LINER và vùng H II. Thiên hà này cũng chứa một vài ngôi sao trẻ và các cụm sao, cho thấy một số thiên hà hình elip vẫn hình thành các ngôi sao mới, nhưng với tốc độ rất chậm.
Thiên hà này, cùng với đồng hành của nóthiên hà dạng thấu kính NGC 3384, được bao quanh bởi một vòng khổng lồ hydro trung tính với bán kính 200 kilôparsec (650 ngàn năm ánh sáng) và một khối lượng 18 x 109 khối lượng Mặt Trời, tại đó quá trình hình thành sao đã được phát hiện. Messier 105 là một trong một số thiên hà thuộc Nhóm M96 (còn được gọi là Nhóm Leo I), một nhóm các thiên hà trong chòm sao Sư Tử. Nhóm này cũng bao gồm các thiên thể Messier M95 và M96.